# Graciela Montes
Graciela Montes (Buenos Aires, 18 de marzo de 1947) es una escritora y traductora argentina.

## Biografía
Se crio en Florida, provincia de Buenos Aires. Se recibió de Profesora en Letras en 1971 en la Facultad de Filosofía y Letras de la Universidad de Buenos Aires.
Trabajó más de veinte años en el Centro Editor de América Latina, siendo directora –junto con Delia Pigretti– de la colección de literatura infantil "Los cuentos del Chiribitil".
Fue miembro fundador de la Asociación de Literatura Infantil y Juvenil de la Argentina (ALIJA), cofundadora de la revista cultural "La Mancha" y codirectora durante sus dos primeros años.
Obtuvo el "Premio Lazarillo" en 1980 y fue nominada candidata por Argentina al Premio Internacional "Hans Christian Andersen" en 1996, 1998 y 2000. En 1999, ganó el premio "Pregonero de Honor" y en 2004 obtuvo un diploma de la Fundación Konex en la categoría "Literatura Infantil".
En 2018, le otorgaron el XIV Premio Iberoamericano SM de Literatura Infantil y Juvenil.
Algunos de sus cuentos para niños han sido traducidos al alemán, francés, italiano, portugués, griego y catalán.
También ha realizado traducciones de la literatura infantojuvenil. Entre sus trabajos más destacados, tradujo la novela de Alicia en el país de las maravillas de Lewis Carroll, los cuentos de Perrault, Las aventuras de Huckleberry Finn de Mark Twain y la obra de Marc Soriano Literatura para niños y jóvenes, guía de exploración de sus grandes temas.
Además ha realizado recopilaciones de ensayos sobre literatura e infancia en dos libros: El corral de la infancia y La frontera indómita.

## Principales obras
Es autora de más de setenta títulos de ficción para niños, entre ellos:
- Historia de un amor exagerado.[10]
- Y el árbol siguió creciendo.
- Tengo un monstruo en el bolsillo.[11]
- Otroso.
- A la sombra de la inmensa cuchara.
- Uña de dragón.
- Aventuras y desventuras de Casiperro del Hambre.
- Cuatro calles y un problema.
- Cuentos de maravillas.
- Doña Clementina Queridita, la achicadora.
- La batalla de los monstruos y las hadas.[12]
- El club de los perfectos.[13]
- La guerra de los panes.[14]
- Las velas malditas.
- Irulana y el Ogronte.
- La venganza contra el chistoso.[15]
- La venganza en el mercado.[16]
- La venganza de la trenza.[17]
- Federico y el mar.
- En el país de las letras.
- Las batallas de los dioses.
- La familia Delasoga.[18]

Entre los libros para adultos se encuentran: 
- Montes, Graciela (1998). El umbral. Mondadori. ISBN 978-987-97211-0-0.
- Montes, Graciela (1999). Elísabet. Mondadori. ISBN 978-987-9397-03-9.
- Montes, Graciela (1996). El golpe y los chicos. Gramón-Colihue. ISBN 978-987-9069-70-7.
- Machado, Ana Maria; Montes, Graciela (2003). Literatura infantil: creación, censura y resistencia. Editorial Sudamericana. ISBN 978-950-07-2339-8.
- Montes, Graciela; Wolf, Ema (25 de noviembre de 2010). El turno del escriba (Premio Alfaguara de novela 2005). Penguin Random House Grupo Editorial España. ISBN 978-84-204-9387-9.
- Montes, Graciela (2009). Literatura infantil: una invitación al mundo de la fantasía. CEP. ISBN 978-84-9924-063-3.

## Premios y reconocimientos
- 1980: Premio Lazarillo entregado por el Instituto Nacional del Libro Español a su libro Amadeo y otros cuentos.[1]
- 1996: Premio Fantasía Infantil por Aventuras y desventuras de Casiperro del Hambre, Buenos Aires, Colihue.[1]
- 1999: Premio "Pregonero de Honor", Feria del Libro Infantil.[1]
- 2001: Premio Casa di Risparmio di Cento por Un amore esagerato, Milano, Salani.[1]
- 2004: Diploma de la Fundación Konex en la categoría "Literatura Infantil".[1]
- 2005: Premio Alfaguara de Novela.[2]
- 2018: XIV Premio Iberoamericano SM de Literatura Infantil y Juvenil[5][19] por: ser una escritora pionera en la literatura infantil y juvenil en Iberoamérica, que ha influido en varias generaciones de escritores y especialistas de toda la región.[20]
- 2021: Personalidad Destacada de la Ciudad Autónoma de Buenos Aires en el ámbito de la Educación otorgado por la Legislatura de la Ciudad Autónoma de Buenos Aires.[21]